# SN 1999ae
SN 1999ae – supernowa typu II odkryta 10 lutego 1999 roku w galaktyce A115124-0439. W momencie odkrycia miała maksymalną jasność 21,20m.